# Makuuchi

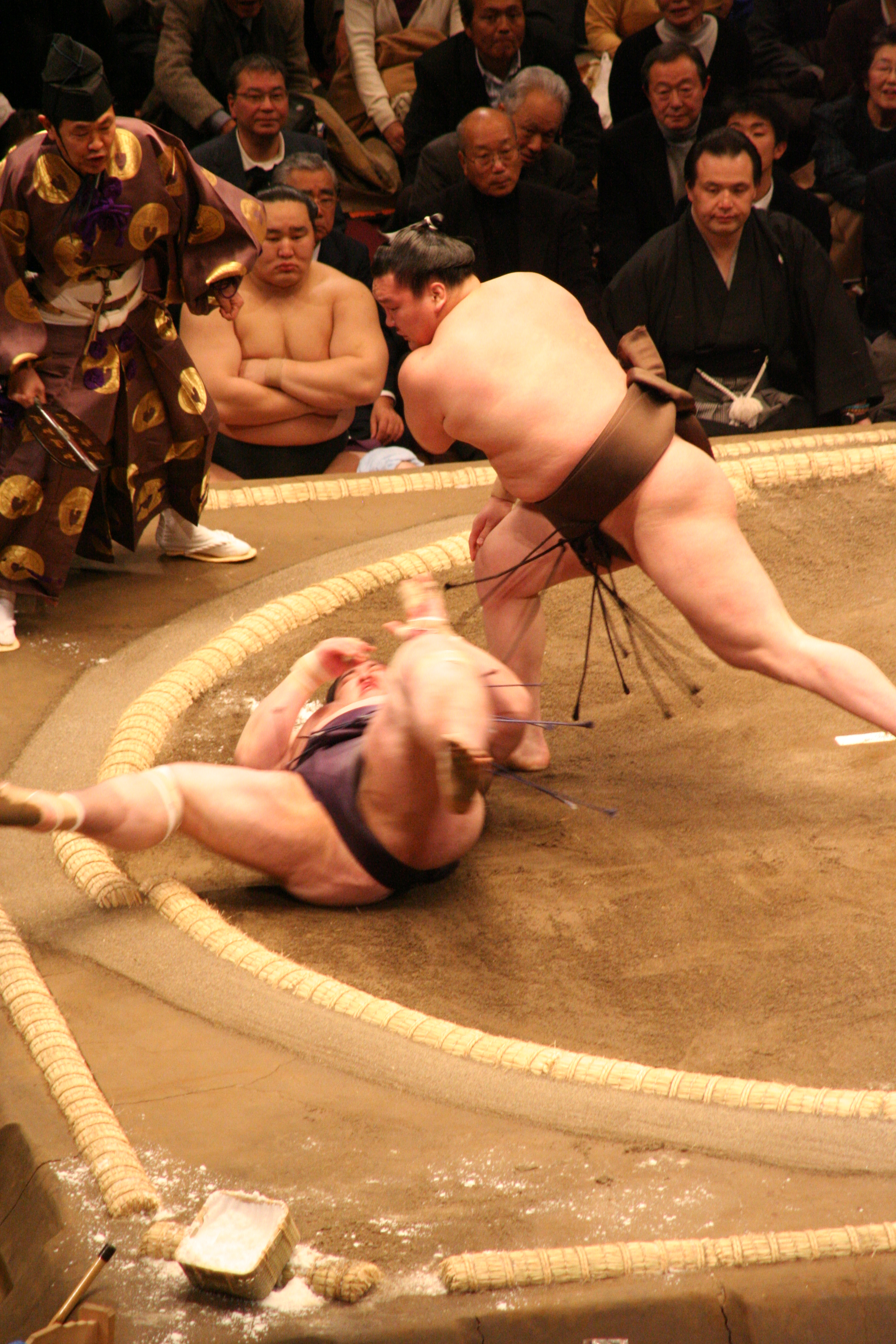
Un combate del makuuchi entre el sexagésimo noveno (69°) yokozuna Hakuhō y Dejima. Al fondo se puede observar al sexagésimo octavo (68°) yokozuna Asashōryū mirando el enfrentamiento.

El makuuchi (幕内) o makunoichi (幕の内), es la división de más alta categoría entre las seis divisiones del sumo profesional. Esta cuenta con una cantidad fija de 42 luchadores (rikishi), ordenados en cinco rangos de acuerdo a su habilidad según el rendimiento obtenido en los torneos previos (honbasho).
Esta es la única división que es transmitida en vivo dentro de la programación oficial de la cadena de televisión japonesa NHK. Las divisiones más bajas son retransmitidas por su servicio satelital, además, el makuuchi es la única división con comentaristas tanto en japonés como en inglés.
La palabra makuuchi significa literalmente "detrás del telón", haciendo referencia a los comienzos del sumo profesional cuando a los luchadores de más alto rango se les permitía sentarse en un área privada cubierta por un telón antes de aparecer en sus combates.
Los luchadores son considerados para una promoción o degradación dentro de los rangos antes de cada torneo oficial de acuerdo a su rendimiento obtenido en los torneos previos. Por lo general, obtener una gran cantidad de victorias (kachi-koshi) resultará en una promoción para el luchador, mientras que obtener lo contrario (make-koshi) resultará en una degradación. Existen criterios muy estrictos para la promoción a los dos rangos más altos del sumo profesional, el ōzeki y el yokozuna, los cuales también son privilegiados a la hora de considerar una degradación.

## Visión general
En la cúspide de la clasificación se encuentran los luchadores "titulares" o "campeones", cuyo grupo es denominado como el san'yaku. Este pequeño grupo está compuesto por el yokozuna, el ōzeki, el sekiwake y el komusubi. Normalmente existen entre 8 y 12 luchadores en el san'yaku, mientras que los restantes, llamados los maegashira, están clasificados numéricamente en orden descendente, empezando desde el primer rango (1°) hasta el décimo sexto/séptimo rango (16/17°).
El término san'yaku (三役) significa literalmente "los tres rangos", aunque en realidad este grupo está compuesto por cuatro rangos en total. La discrepancia apareció debido a que el rango de yokozuna era tradicionalmente considerado como un ōzeki con una licencia especial para portar una cuerda envuelta en la cintura y para realizar una ceremonia de entrada al ring particular. En el uso moderno, el término san'yaku posee un definición un tanto flexible. Esto se debe mayormente porque los dos rangos mas altos del yokozuna y el ōzeki, tienen una amplia diferencia con los dos rangos menores y entre sí. Por ende, el término san'yaku puede utilizarse a veces para referirse solo a los tres rangos menores, o en algunos otros casos solamente al sekiwake y el komusubi.
En la clasificación deben existir como mínimo un sekiwake y un komusubi en cada lado del banzuke, normalmente dos en total, pero también puede haber más. Aunque por lo general siempre hay un solo yokozuna en la clasificación, no existe ningún reglamento que establezca que solo deba haber uno, y además ha habido ocasiones en donde no ha habido ningún yokozuna u ōzeki activos en los rangos. Si hay más de un yokozuna en la clasificación pero solamente un ōzeki, el rango menor será rellenado con uno de los yokozuna adicionales, recibiendo el nombre de yokozuna-ōzeki. No ha habido registros de menos de dos yokozuna y ōzeki en total.
Existen una cierta cantidad de privilegios y responsabilidades asociados a los rangos del san'yaku. Cualquier luchador que alcance uno de estos rangos tienen el derecho de adquirir una de las posiciones o membresías de la Asociación Japonesa de Sumo, sin importar la cantidad de torneos que estos hayan acumulado en la división makuuchi. Estos pueden ser convocados para representar a todos los luchadores de sumo en ciertas ocasiones. Por ejemplo, cuando el presidente de la asociación realiza su discurso en los días de apertura y cierre de los torneos, este es flanqueado por todos los luchadores del san'yaku mientras usan sus mawashi. Similarmente, estos pueden ser llamados a asistir a un invitado VIP, como por ejemplo, el Emperador de Japón, a la arena.
El san'yaku puede ser dividido en dos grupos: los rangos mayores de yokozuna y ōzeki, y los rangos menores de sekiwake y komusubi.
El primer grupo posee criterios de promoción muy estrictos y salarios elevados, y además también cuentan con privilegios adicionales como tener más luchadores menores como asistentes, estacionarse dentro del complejo de la Asociación Japonesa de Sumo y derecho a voto en las elecciones del gabinete de directores. Los yokozuna y ōzeki de más alto rango también poseen algunas responsabilidades adicionales. Se espera que estos representes la opinión de los luchadores ante la asociación, asistan a eventos publicitarios y conozcan en persona a los patrocinadores de los eventos.
El segundo grupo, el sekiwake y el komusubi, tienen menos responsabilidades y son aun elegibles para obtener uno de los tres premios especiales, o sanshō, los cuales otorgados a los luchadores con el mejor rendimiento al final de cada torneo.
| Banzuke de rikishi activos en el Makuuchi - Nagoya Basho 2025 | Banzuke de rikishi activos en el Makuuchi - Nagoya Basho 2025 | Banzuke de rikishi activos en el Makuuchi - Nagoya Basho 2025 | Banzuke de rikishi activos en el Makuuchi - Nagoya Basho 2025 |
| ------------------------------------------------------------- | ------------------------------------------------------------- | ------------------------------------------------------------- | ------------------------------------------------------------- |
| Yokozuna                                                      | Ozeki                                                         | Sekiwake                                                      | Komusubi                                                      |
| Hōshōryū Ōnosato                                              | Kotozakura                                                    | Daieishō Kirishima Wakatakakage                               | Ōshōma Takayasu                                               |

| Maegashira #1          | Maegashira #2 | Maegashira #3     | Maegashira #4     | Maegashira #5    |
| Aonishiki Wakamotoharu | Ōhō Abi       | Ōnokatsu Kinbōzan | Hakuōhō Tamawashi | Hiradoumi Meisei |

| Maegashira #6       | Maegashira #7 | Maegashira #8          | Maegashira #9  | Maegashira #10 |
| Takerufuji Gōnoyama | Tobizaru Endō | Sadanoumi Ichiyamamoto | Ura Chiyoshōma | Atamifuji Rōga |

| Maegashira #11       | Maegashira #12      | Maegashira #13    | Maegashira #14    | Maegashira #15      | Maegashira #16 | Maegashira #17  |
| Takanoshō Tokihayate | Midorifuji Asakōryū | Churanoumi Shōdai | Kusano Fujinowaka | Kotoshōhō Hidenoumi | Kayō Mitakeumi | Kotoeihō Shishi |

## Yokozuna

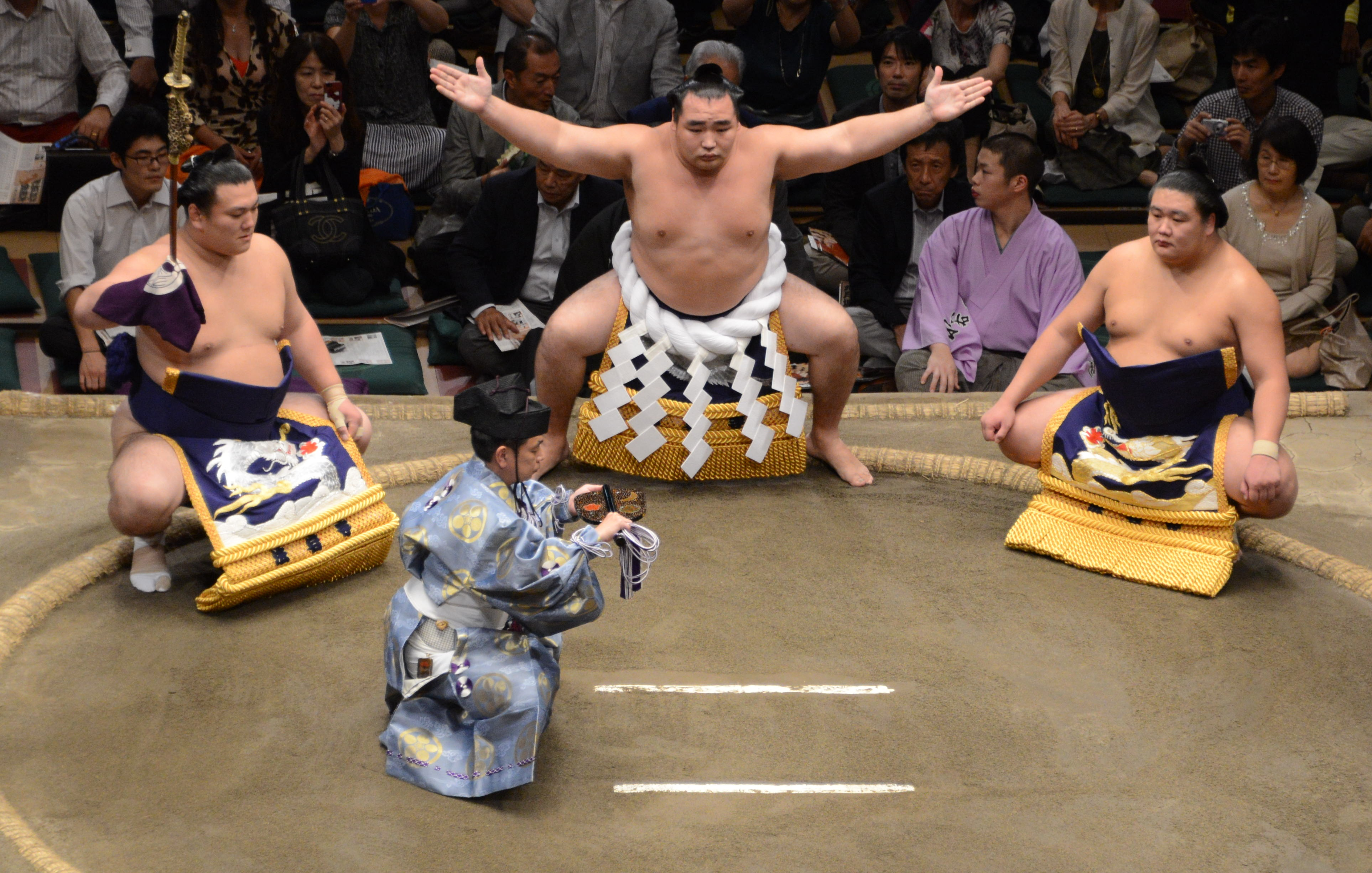
El septuagésimo primer (71°) yokozuna Kakuryū Rikisaburō (centro) realizando su ceremonia de entrada al ring mientras es flanqueado por el portador de la espada a su derecha y el barredor de rocío a su izquierda

El yokozuna (横綱) es el rango más alto en el sumo profesional. El término significa literalmente "cuerda horizontal", haciendo referencia al símbolo más distintivo del rango, la cuerda (綱, tsuna) envuelta al rededor de la cintura de los luchadores. La cuerda es similar a los shimenawa utilizados para demarcar las áreas sagradas del sintoísmo, y cumple con el mismo propósito de purificar a quien lo porta. La cuerda, la cual puede pesar hasta 20 kilogramos (44 libras), no es utilizada durante los combates, pero si puede ser vista durante la ceremonia de entrada al ring (dohyō-iri) del yokozuna.
Para mayo de 2025, 75 luchadores de sumo están oficialmente reconocidos por la Asociación Japonesa de Sumo como yokozuna; considerando que los registros oficiales solamente comenzaron con Tanikaze Kajinosuke y Onogawa Kisaburō en 1789, manteniendo un promedio de un yokozuna cada tres años.

### Historia

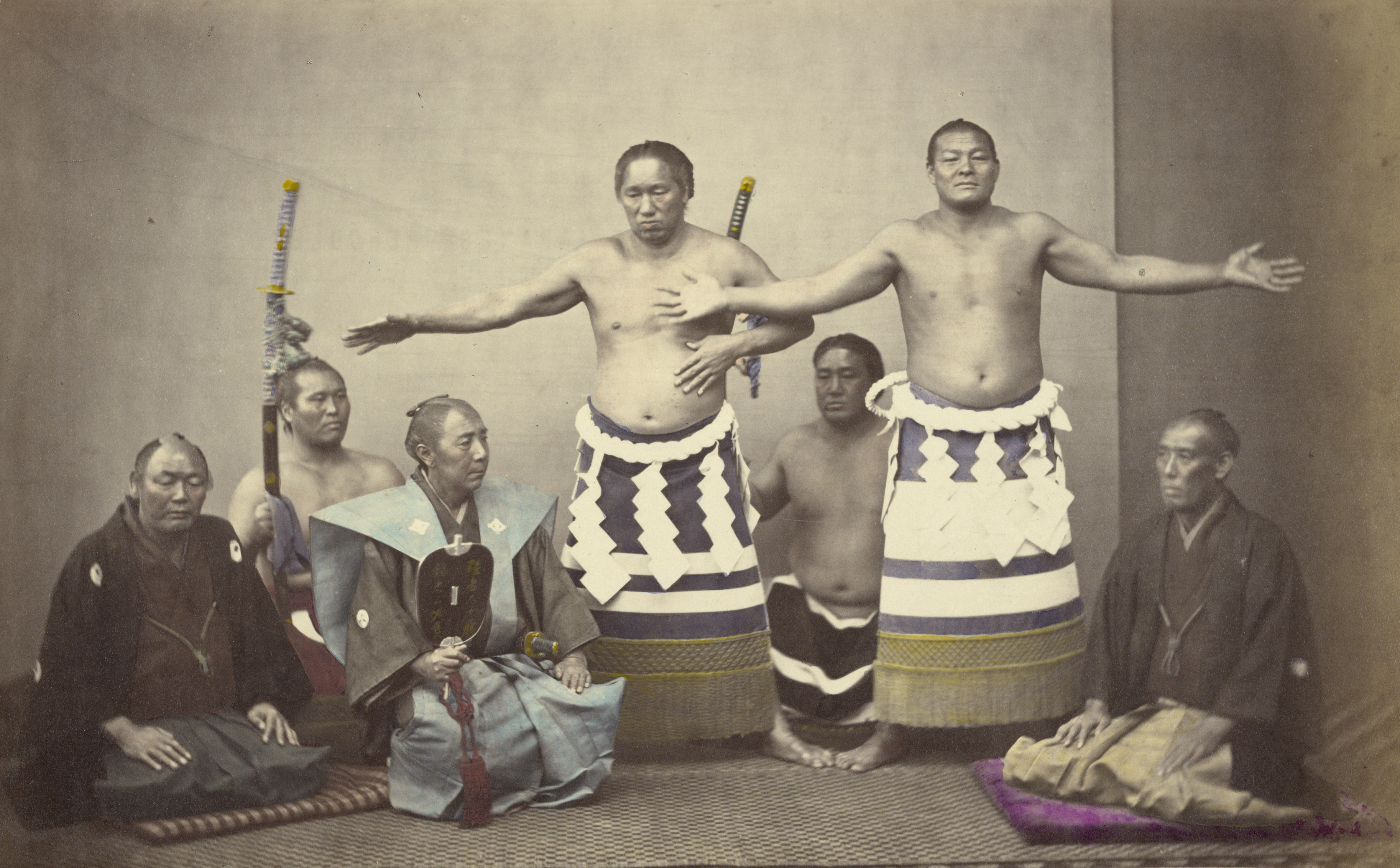
El décimo primer (11°) yokozuna Shiranui Kōemon y el décimo tercer (13°) yokozuna Kimenzan Tanigorō (1866)

Existen dos leyendas disputadas en las cuales se relata el origen del rango de yokozuna. De acuerdo a una de ellas, un luchador del siglo IX llamado Hajikami se amarró un shimenawa al rededor de la cintura a modo de desventaja, y reto a cualquiera a que lo tocara, creando en el proceso al sumo como lo conocemos hoy día. De acuerdo con la otra leyenda, el legendario luchador Akashi Shiganosuke se amarró un shimenawa al rededor de la cintura en 1630 como una muestra de respeto durante una visita al emperador, recibiendo póstumamente el título por primera vez en la historia del sumo. Hay muy poca evidencia que sostenga estas teorías (de hecho, ni siquiera se sabe si Akashi realmente existió), no obstante, se conoce que para noviembre de 1789, a partir del cuarto yokozuna Tanikaze Kajinosuke, y el quinto yokozuna Onogawa Kisaburō, se empezaron a elaborar ilustraciones ukiyo-e de los luchadores utilizando el shimenawa. Estos dos luchadores recibieron ambos la licencia de yokozuna de parte de la prominente familia Yoshida.
Antes de la era Meiji, el título de yokozuna era conferido a los ōzeki que participasen en combates de sumo en presencia del shōgun. Este privilegio era a menudo determinado por la influencia que tuviese el patrocinante del luchador, en vez de su habilidad y dignidad en las competiciones. Por ende, existe una cierta cantidad de luchadores antiguos los cuales, según estándares modernos, solo fueron yokozuna de nombre. En estos tiempos remotos, el yokozuna tampoco era considerado como un rango adicional dentro de la clasificación, si no más bien un ōzeki con el permiso especial de realizar su propia ceremonia de entrada al ring.
En un principio, la familia Yoshida y su rival, la familia Gōjō[ja], lucharon por obtener el derecho de otorgar las licencias de yokozuna. La familia Yoshida ganó esta disputa debido a que el décimo quinto (15°) yokozuna Umegatani Tōtarō I, el cual era uno de los luchadores mas fuertes de la época, expresó su deseo de recibir la licencia de parte de la familia Yoshida en febrero de 1884, por lo que las licencias de la familia Gojo dejaron de ser reconocidas oficialmente.
En mayo de 1890, el término yokozuna fue escrito por primera vez en el banzuke debido a la insistencia del décimo sexto (16°) yokozuna Nishinoumi Kajirō I, el cual quiso que su estatus de yokozuna quedase registrado en la clasificación. En febrero de 1909, durante el dominio del décimo noveno (19°) yokozuna Hitachiyama Taniemon, y el vigésimo (20°) yokozuna Umegatani Tōtarō II, el rango fue oficialmente reconocido como el más alto dentro de la clasificación. Desde el establecimiento del Consejo de Deliberación del Yokozuna (横綱審議委員会, Yokozuna-shingi-iinkai) el 21 de abril de 1950, los luchadores han sido promovidos a yokozuna por la Asociación Japonesa de Sumo. El primero yokozuna promovido por la asociación fue el cuadragésimo primer (41°) yokozuna Chiyonoyama Masanobu.

### Criterios para la promoción
En el sumo profesional moderno, los requerimientos que un ōzeki debe cumplir para ser promovido al rango máximo son que este posea la suficiente fuerza, habilidad y dignidad/gracia (品格 hinkaku) para calificar. No existen criterios absolutos, ni tampoco hay una cuota establecida: ha habido períodos en donde no ha habido ningun luchador en el rango de yokozuna, así como también ha habido hasta cuatro luchadores simultáneamente en el rango.
Los aspectos de fuerza y habilidad son a menudo tomados en cuenta teniendo como referencia el rendimiento en los torneos previos. El estándar de facto es que un luchador debe haber ganado como mínimo dos campeonatos (yūshō) consecutivos mientras ostenta el rango de ōzeki, o alcanzando un rendimiento similar. En el caso donde se considera el "rendimiento similar", se tomará en cuenta el rendimiento del luchador en los tres torneos previos en los que participó,  con una expectativa de al menos una victoria de campeonato y un posición finalista (segundo lugar), manteniendo siempre un registro de más de doce combates ganados en los tres torneos. Por ende, se requiere que el luchador mantenga un rendimiento de alto nivel de manera consistente. Ganar dos torneos consecutivos con un registro deficiente por lo general no es suficiente para obtener el rango. De igual manera, obtener tres posiciones de finalista (segundo lugar) en tres torneos consecutivos, tampoco es suficiente para obtener el rango: un ejemplo de esto es el de Kisenosato en 2013 y 2016. Sin embargo, las reglas no están escritas en piedra; por lo que el Consejo de Deliberación del Yokozuna y la Asociación Japonesa de Sumo pueden interpretar los criterios a conveniencia (ya sea más estrictos o más flexibles), además de tomar en consideración otros factores, como por ejemplo la cantidad total de victorias en los torneos, la calidad de las victorias, o si las derrotas demuestran alguna vulnerabilidad seria.
El asunto del hinkaku (dignidad o gracia) es mucho más ambiguo, ya que esto es un tema puramente subjetivo. Por ejemplo, muchas personas consideraron que el ōzeki hawaiano Konishiki se le fue negado injustamente el estatus de yokozuna debido a que este no era de origen japonés, además, varios miembros de la Asociación Japonesa de Sumo incluso expresaron abiertamente que los extranjeros (gaijin) nunca podrían alcanzar el hinkaku necesario para ser yokozuna. En el caso de Konishiki, también se citaron otros problemas como por ejemplo su excesivo peso corporal. El debate en cuanto a si los extranjeros tenían el suficiente hinkaku para ser yokozuna finalmente acabó el 27 de enero de 1993, cuando el ōzeki hawaino Akebono fue formalmente promovido a yokozuna tras haber mantenido el rango de ōzeki durante ocho meses. Desde entonces, el asunto de la dignidad en los extranjeros se ha vuelto irrelevante dado que siete de los diez luchadores en alcanzar el rango de yokozuna después de Akebono en 1993 han sido de origen extranjero: Musashimaru de la Samoa Estadounidense, y Asashōryū, Hakuhō, Harumafuji, Kakuryū, Terunofuji, y Hōshōryū de Mongolia.
Otros luchadores también han sido relegados. Por ejemplo, en 1950 Chiyonoyama no fue promovido inmediatamente debido a que aun era relativamente joven, muy a pesar de haber ganado varios torneos consecutivos, no obstante, este luego fue promovido al rango de yokozuna. Por otro lado, Futahaguro recibió el título de yokozuna en 1986 a pesar de ser considerado como inmaduro para la promoción. Después de ser promovido, este se involucró en varios altercados que mancharon la reputación de la Asociación Japonesa de Sumo, como por ejemplo haber golpeado a su tsukebito (asistente personal) por un asunto trivial lo cual provocó un escándalo en donde seis de sus tsukebito decidieron dejar de servirle. La promoción probó ser un fiasco cuando se reveló que Futahaguro había tenido una fuerte discusión con su maestro de establo, Tatsunami, dejando el heya furioso y supuestamente golpeando a la esposa de Tatsunami en el proceso. Futahaguro eventualmente se retiró tras haber mantenido el rango por tan solo un año y medio, convirtiéndose en el primer yokozuna en la historia del sumo en retirarse sin siquiera ganar un campeonato en la división makuuchi.

### Convirtiéndose enyokozuna

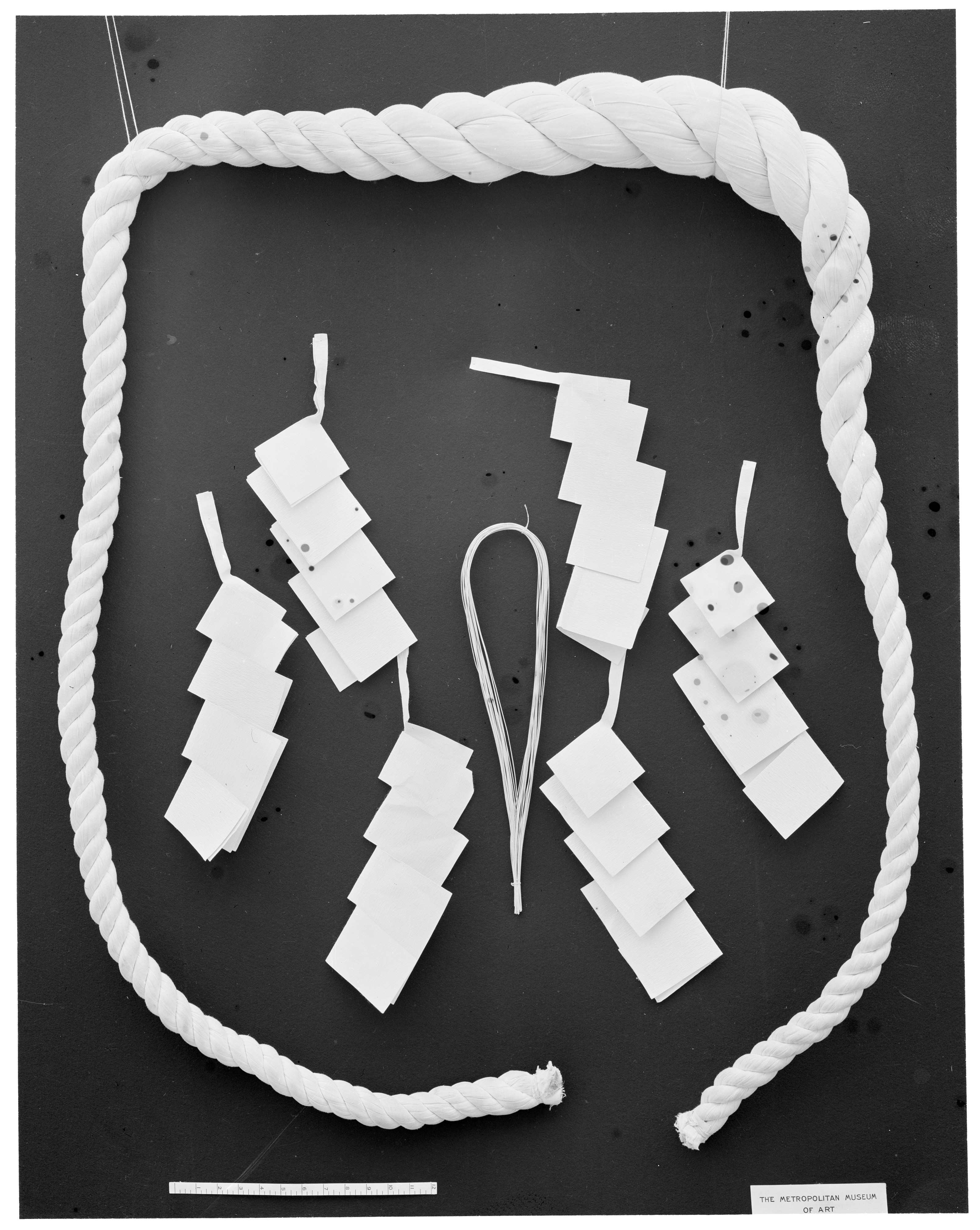
Un tsuna de yokozuna exhibido en el Museo Metropolitano de Arte

La elevación al rango de yokozuna es un proceso que abarca diferentes etapas. Tras un torneo, el Consejo de Deliberación del Yokozuna; un órgano consultivo compuesto por personas (sin relación directa con el sumo) nombradas por la Asociación Japonesa de Sumo para proveer un control de calidad independiente en cuanto a la promoción al rango, se reúnen y discuten el rendimiento de los luchadores de más alto rango en la clasificación. Usualmente, por petición de la asociación, estos pueden realizar la recomendación de un ōzeki en particular que posea los atributos necesarios para la promoción. Su recomendación es luego revisada por el departamento de jueces de la asociación y finalmente por el gabinete de directores, estos últimos teniendo la última palabra con respecto a este asunto.
Si se ha encontrado que un luchador ha cumplido con todos los criterios, este será visitado en su establo de entrenamiento por un miembro del gabinete de directores de la Asociación Japonesa de Sumo, el cual le comunicará formalmente la noticia. En los siguientes días, el tsuna o cuerda ceremonial será elaborado dentro de su establo por todos los luchadores del mismo ichimon (clan) de su establo. El nuevo yokozuna practicará su ceremonia de entrada al ring siguiendo el consejo de algún yokozuna retirado o activo. Finalmente, este llevará a cabo su ceremonia de entrada al ring inaugural en el Santuario Meiji de la ciudad de Tokio, el cual a menudo es completado un par de semanas después de culminado un torneo.

### Retiro
A diferencia de otros rangos en el sumo, los yokozuna no pueden ser degradados de su estatus, por ende, se espera que estos mantengan un rendimiento de alto nivel hasta su retiro. A los yokozuna se les exige ganar los campeonatos de manera regular, o al menos ser contendientes serios para poder ganarlos. Estos pueden generar preocupaciones tanto en el público como en la asociación incluso si obtienen un solo make-koshi (racha de derrotas). Es común que un yokozuna no participe o se retire a mitad de un torneo por razones de salud, sobre todo si estos sienten que no pueden competir al nivel exigido. Un yokozuna que no pueda mantener un nivel consistente en el deporte es empujado implícitamente hacia el retiro de su carrera. La fuerza y naturaleza informal de estas expectativas son una de las mayores razones por la cual los criterios de promoción a yokozuna son tan estrictos en primer lugar.
En algunos casos, el retiro de un luchador también puede darse debido a que este no ha podido mantener la dignidad (hinkaku) del rango, independientemente del rendimiento obtenido en los torneos (por ejemplo como le pasó a Futahaguro, Asashōryū, o Harumafuji).

### Avisos
En algunos casos extremos, el Consejo de Deliberación del Yokozuna puede, con dos tercios de los miembros a favor, emitir avisos a los yokozuna que hayan demostrado un rendimiento y dignidad contrarios al rango. Estos avisos son, del más leve al más severo:
- Estímulo (激励, gekirei)
- Advertencia (注意, chūi)
- Recomendación de retiro (引退勧告, intai kankoku)

Desde su concepción en 1950, solamente tres avisos han sido emitidos por el consejo:
- Enero 2010: Recomendación de retiro emitida a Asashōryū.[8]
La recomendación fue emitida tras acusaciones de que Asashōryū golpeó e hirió a un conocido durante una pelea de borrachos en un club nocturno durante el torneo de enero de 2010. Se ha sugerido en los medios de comunicación que Asashōryū decidió retirarse antes de que la asociación pudiera tomar acción tras conocerse el aviso del consejo.[9]
- Noviembre 2018: Estímulo emitido a Kisenosato.[8]
El consejo emitió por primera vez en su historia el primer aviso de estímulo a Kisenosato debido a que este perdió sus primeros cinco combates en el torneo de noviembre de 2018 antes de retirarse del evento. Antes de eso, este se había retirado (parcial o completamente) sin obtener registro de victorias en ocho de diez torneos como yokozuna. Los retiros fueron en parte debido a lesiones que este sufrió durante su racha de victorias durante el torneo de marzo de 2017. Kisenosato eventualmente se retiró del deporte tras tres derrotas consecutivas en el torneo de enero de 2019.
- Noviembre 2020: Advertencia emitida a dos yokozuna, Hakuhō y Kakuryū.[10]
De acuerdo con el consejo, ambos luchadores no alcanzaron el rendimiento adecuado del yokozuna entre noviembre de 2019 y noviembre de 2020. En ese período de tiempo, Hakuhō rindió bien durante tres torneos (yūshō en noviembre de 2019 y marzo de 2020, más un registro de 10 victorias en julio de 2020) mientras que Kakuryū rindió bien durante solo uno (finalista en marzo de 2020 con 12 victorias). Ambos decidieron no presentarse para los torneos de septiembre y noviembre de 2020 debido a lesiones.
La advertencia a Hakuhō y Kakuryū se mantuvo en marzo de 2021.[11] Kakuryū no se presentó durante dos torneos más desde que la advertencia fue emitida por primera vez, eventualmente retirándose del sumo durante el torneo de marzo de 2021.[12] Tras no presentarse al torneo de enero de 2021 debido al COVID-19, Hakuhō obtuvo dos victorias en marzo antes de retirarse cuando los doctores le dijeron que necesitaría una cirugía de rótula.[11]

### Ceremonias delyokozunay tradiciones

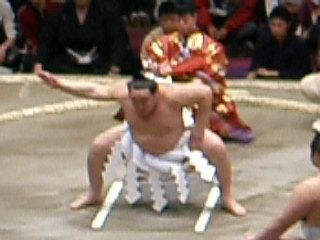
Ceremonia de entrada al ring al estilo Unryū realizada por el sexagésimo octavo (68°) yokozuna Asashoryū

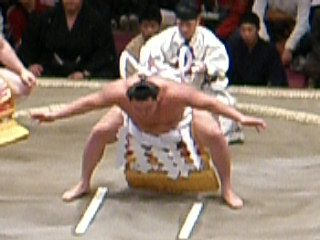
Ceremonia de entrada al ring al estilo Shiranui realizada por el sexagésimo noveno (69°) yokozuna Hakuhō

El establecimiento formal del rango desde los tiempos de Tanikaze parece haber sido en parte por el deseo de permitirle a los yokozuna tener una ceremonia de entrada al ring (dohyō-iri) separada de los demás rangos de la primera división. El dohyō-iri es una ceremonia de presentación de todos los luchadores del makuuchi la cual es realizada antes de que empiece la jornada del día durante un torneo. La ceremonia normal de los luchadores del makuuchi consiste en la introducción de cada uno de ellos mientras van formando un círculo al rededor del ring de combate (dohyō), utilizando unos "delantales" de seda decorados y pesados, llamados keshō-mawashi. Una vez que todos han sido presentados, estos realizan una breve danza simbólica para luego bajarse del ring uno por uno, dirigiéndose luego a los vestidores para ponerse su mawashi normal y prepararse para los combates.
No obstante, los yokozuna son introducidos después de los luchadores de menor rango que ellos, y estos son flanqueados por otros dos luchadores "asistentes". El "barredor de rocío" o tsuyuharai precede al yokozuna, mientras que el "portador de la espada" o tachimochi lo sigue por detrás hacia el ring. La espada es un tachi japonés y simboliza el estatus de samurai del yokozuna. El tachimochi siempre será el luchador de más rango entre los dos asistentes. Como se ha mencionado anteriormente, durante la ceremonia el yokozuna utilizará su tsuna al rededor de la cintura. Los delantales ceremoniales son iguales para los tres luchadores.
Una vez dentro del ring, el yokozuna se posicionará dentro del ring y realizara una danza ritual mucho más compleja. La danza puede tener dos formas, y una de ellas será elegida por el yokozuna al momento de ser promovido. En adición a la rutina ligeramente distinta, la decisión del ritual del yokozuna también puede ser determinada por el nudo utilizado para amarrar el tsuna en su espalda: el estilo "Unryū" solamente tiene una vuelta, mientras que el estilo "Shiranui" tiene dos. Estos estilos fueron nombrados en honor al décimo (10°) yokozuna Unryū Kyūkichi y al décimo primer (11°) yokozuna Shiranui Kōemon, ambos del período Edo, sin embargo, no existe evidencia histórica que certifique si estos luchadores alguna vez realizaron las danzas que llevan sus nombres. De hecho, algunos académicos creen que los historiadores antiguos confundieron las ceremonias de entrada al ring de estos dos yokozuna.
Cuando un ex yokozuna cumple 60 años, este a menudo realizará una ceremonia de entrada al ring especial conocida como kanreki dohyō-iri en la cual utilizará un tsuna de color rojo a una manera de celebrar su longevidad. Esta ceremonia especial se llevó a cabo por primera vez con el ex yokozuna Tachiyama en 1937.

### Yokozunaactivos
Actualmente hay dos yokozuna activos:
- Hōshōryū Tomokatsu (豊昇龍 智勝) — el septuagésimo cuarto (74°) yokozuna, promovido en enero de 2025.
- Ōnosato Daiki (大の里 泰輝) — el septuagésimo quinto (75°) yokozuna, promovido en mayo de 2025.[13]

| Hōshōryū Tomokatsu 豊昇龍 智勝 | Ōnosato Daiki 大の里 泰輝 |
| ------------------------------ | ------------------------- |
| {{{descripción}}}              | {{{descripción}}}         |
| 74to Yokozuna                  | 75to Yokozuna             |

## Ōzeki
El ōzeki (大関), o "rango de campeón", se encuentra inmediatamente debajo del yokozuna en el sistema de clasificación. Antes de la introducción del rango de yokozuna, el ōzeki era el rango más alto que un luchador de sumo podía obtener. Técnicamente, siempre deben existir como mínimo dos ōzeki en el banzuke, uno en el lado este y otro en el oeste. Si hay menos de dos ōzeki en la clasificación, entonces uno o varios yokozuna serán designados como yokozuna-ōzeki para rellenar el espacio vacante. Esto se ha visto en diversas ocasiones, por ejemplo, durante los cinco torneos entre mayo de 1981 y enero de 1982, tres yokozuna (Wakanohana, Chiyonofuji y Kitanoumi) rellenaron la clasificación como yokozuna-ōzeki. Esta designación dejó de utilizarse durante un tiempo hasta el lanzamiento del banzuke de marzo de 2020, cuando Takakeishō ostentó el rango de ōzeki solo y Kakuryū fue designado como yokozuna-ōzeki. Durante los tres primeros torneos de 2023, Takakeishō volvió a estar solo en la clasificación como ōzeki y esta vez Terunofuji fue designando como yokozuna-ōzeki. La promoción de Ōnosato a yokozuna en mayo de 2025 dejó a Kotozakura como el único ōzeki en la clasificación, por ende, Ōnosato también fue designado como yokozuna-ōzeki.
No existen límites para la cantidad de ōzeki activos. En 2012, hubo hasta seis ōzeki durante los torneos de mayo, julio y septiembre.

### Promoción aōzeki
La promoción de un luchador al rango de ōzeki es un proceso que puede llevar varios torneos. Un luchador puede ser considerado para una promoción si ha alcanzado un total de al menos 33 combates ganados en los tres torneos más recientes mientras ostenta el rango de komusubi o sekiwake, incluyendo diez o más combates ganados como sekiwake en el último torneo en el cual participó. Las promociones son un asunto discrecional, y no hay reglas estrictas al respecto, no obstante, obtener 33 combates ganados en los últimos tres torneos es prácticamente una garantía para la promoción. Otros factores que pueden influir en la promoción incluyen obtener un yūshō (victoria de campeonato) o derrotar a un yokozuna, al igual que la consistencia, tenacidad y calidad del luchador de sumo (por ejemplo, poseer un registro de técnicas ilegales o valerse de técnicas de esquive puede ser considerado como un actitud contraria a la dignidad del rango de ōzeki).
Las promociones son recomendadas por el departamento de jueces de la Asociación Japonesa de Sumo, siendo luego evaluadas por el gabinete de directores. Si el luchador recomendado es promovido por primera vez a ōzeki, este será visitado en su establo de entrenamiento por un miembro del gabinete de directores, el cual le comunicará formalmente la noticia. El nuevo ōzeki usualmente dará un discurso en esta ocasión, prometiendo demostrar lo mejor de sí para mantener la dignidad del rango.
Durante el período Edo, los luchadores a menudo hacían su debut como ōzeki habiendo sido promovidos solo por su tamaño y sin haber puesto a prueba su competitividad real. Este sistema era denominado como "ōzeki invitado" (看板大関, kanban ōzeki). Muchos de estos luchadores luego desaparecían del banzuke, pero algunos pocos, como por ejemplo Tanikaze Kajinosuke, si lograban quedarse dentro de la clasificación como luchadores reales.

### Degradación deōzeki
Al igual que los otros rangos del san'yaku (exceptuando el yokozuna), un ōzeki puede ser degradado de su estatus. En el caso del ōzeki, la degradación consiste en un proceso de dos etapas. Primero, el luchador con rango de ōzeki debe haber obtenido un registro de derrotas en un torneo (7–8 o menos), conocido como make-koshi. En este punto, el ōzeki es designado como un kadoban. Si este logra obtener un registro de victorias (8–7 o más) en el próximo torneo, conocido como kachi-koshi, entonces su estatus de ōzeki será restaurado. No obstante, si este sufre más derrotas y obtiene un registro deficiente mientras aun es kadoban, entonces será degradado al rango de sekiwake para el próximo torneo (sin importar que tan deficiente sea su registro, este no se degradado más allá de sekiwake).
Si el luchador ha sido degradado al rango de sekiwake, este deberá ganar diez o más combates en este nuevo torneo para volver a ser restaurado al estatus de ōzeki en el próximo torneo. Sin embargo, si este no logra obtener diez o más combates ganados, entonces será tratado como cualquier otro luchador que este intentando obtener la promoción a ōzeki. Este sistema ha venido siendo utilizado desde el torneo de Nagoya de 1969. Desde ese tiempo, seis luchadores han logrado restaurar su estatus ōzeki inmediatamente: Mienoumi, Takanonami, Musōyama, Tochiazuma (el cual lo logró en dos ocasiones), Tochinoshin y Takakeishō.
Mitakeumi ha sido el único luchador en ser degradado de ōzeki tras tres registros de derrotas consecutivos en vez de dos. Este participó en el torneo de julio de 2022 con el estatus de kadoban, pero se retiró a mitad del torneo después de que un compañero de establo diera positivo para COVID-19. Bajo los protocolos del COVID establecidos por la Asociación Japonesa de Sumo en ese momento, el rango de ōzeki de Mitakeumi, al igual que su estatus de kadoban, fueron extendidos para el siguiente torneo en septiembre en el cual obtuvo otro registro de derrotas, siendo finalmente degradado.

### Beneficios de ser unōzeki
En adición al incremento salarial, también hay otros privilegios asociados al rango de ōzeki:
- El luchador tiene garantizado un cargo de alto rango dentro de la Asociación Japonesa de Sumo una vez que se retire.
- El luchador recibirá una membresía temporal de tres años dentro de la Asociación Japonesa de Sumo una vez que se retire si todavía no ha adquirido una posición.
- El luchador recibirá un pago meritorio especial una vez que se retire (la cantidad variara según la fuerza y longevidad del ōzeki).
- El luchador tendrá un espacio de estacionamiento particular en la sede de la Asociación Japonesa de Sumo.
- El luchador podrá votar en las elecciones del gabinete de directores de la Asociación Japonesa de Sumo.
- Normalmente, el luchador recibirá apoyo adicional de su establo con luchadores de menor rango fungiendo como sus asistentes.
- El luchador podrá utilizar un delantal ceremonial de color púrpura (keshō-mawashi).
- El luchador podrá ser convocado a representar a todos los luchadores en ocasiones formales como por ejemplo durante la visita de un invitado VIP a los torneos de sumo, o en visitas formales a los santuarios sintoístas.

### Ōzekiactivos
- Kotozakura Masakatsu II (琴櫻 将傑) — promovido en marzo de 2024.

| Kotozakura Masakatsu II 琴櫻 将傑 | Vacante                                 |
| --------------------------------- | --------------------------------------- |
| {{{descripción}}}                 | [[File:\|460px\|alt={{{descripción}}}]] |

## Sekiwake
El sekiwake (関脇) es el tercer rango más alto dentro del makuuchi y es uno de los rangos que conforman el san'yaku. El término se deriva del estatus de "guardián del ōzeki (大関 o 関) a su lado (脇)".
Este representa el rango más alto que un luchador puede alcanzar mediante la obtención de varios kachi-koshi (registros de victorias) consecutivos durante los torneos. La promoción a sekiwake depende de si hay un espacio disponible dentro de la clasificación, lo cual es muy común, o de si se ha obtenido un registro de combates lo suficientemente convincente en los torneos previos. Típicamente, un registro de 11–4 o más mientras se ostenta el rango de komusubi es suficiente para obtener la promoción a sekiwake incluso si no no hay un espacio disponible; los luchadores de menor rango necesitan ganar mas combates progresivamente. Existen criterios de promoción especiales, a menudo obtener un mínimo de 33 combates ganados en los últimos tres torneos puede significar una promoción de sekiwake a ōzeki; obtener a penas unos cuantos registros de victorias consecutivos mientras se ostenta el rango de sekiwake no es suficiente para poder avanzar en la clasificación. Por ejemplo, en los años 80, Sakahoko permaneció como sekiwake durante nueve torneos consecutivos sin siquiera acercarse a la promoción a ōzeki, y Goeidō se estancó en el rango durante catorce torneos consecutivos entre mayo de 2012 y julio de 2014, siendo luego promovido a ōzeki en septiembre de 2014.
A diferencia del ōzeki y el yokozuna, un luchador que ostente el rango de sekiwake casi siempre será degradado inmediatamente después de obtener un make-koshi (registro de derrotas) durante un torneo. Sin embargo, ocasionalmente un sekiwake puede correr con la suerte de mantener su rango incluso habiendo obtenido un 7–8, pero solamente si no hay candidatos aparentes que puedan reemplazarlo, sobre todo cuando el komusubi o los maegashira de alto rango también han obtenido registros de derrotas. Esto ha ocurrido en cinco ocasiones desde que la era de los seis torneos anuales comenzó en 1958, mas recientemente con Gōeidō en julio de 2013. En cada caso, el luchador solo fue movido del lado Este del banzuke hacia el lado menos prestigioso del Oeste, pero aun así manteniendo el rango de sekiwake.
Para varios propósitos, los rangos de sekiwake y komusubi son tratados como los rangos menores del san'yaku, en oposición al ōzeki y el yokozuna. Por ejemplo, los registros de torneos de los luchadores de menor rango del san'yaku a menudo son referidos en las publicaciones de sumo.
Para los luchadores que alcanzan este rango, los beneficios son similares a los del komusubi. El salario es mucho mayor que el de un maegashira y además el luchador puede ser convocado a aparecer junto al presidente de la Asociación Japonesa de Sumo durante sus discursos al inicio y cierre de los torneos realizados seis veces al año. Estos también puede ser convocado a representar a todos los luchadores en nombre de la asociación durante otros eventos, especialmente si no hay muchos ōzeki y yokozuna. Si este es el rango más alto que el luchador ha alcanzado durante su carrera, incluso si lo mantuvo durante un solo torneo, entonces este será referido siempre como "ex sekiwake (nombre de ring)" después de su retiro, indicando que tuvo una carrera exitosa en el sumo, incluso si no alcanzó los dos rangos más altos de la clasificación.
En todo momento, deben haber como mínimo dos luchadores clasificados en el sekiwake. Si las circunstancias lo requieren, el rango puede ser rellenado con hasta tres o cuatro luchadores simultáneamente. El requerimiento mínimo de dos significa que con un cierta cantidad de suerte, dos luchadores pueden ser promovidos a este rango ocasionalmente, pero solo si el rendimiento de los demás luchadores no arroja candidatos aparentes para ocupar el rango. Este factor suerte es menos común que en las promociones a komusubi.
Sekiwake activos
- Daieishō Hayato (大栄翔 勇人) — promovido en noviembre de 2024 (rango previo: komusubi).
- Kirishima Tetsuo (霧島 鐵力) — promovido en mayo de 2025 (rango previo: komusubi).
- Wakatakakage Atsushi (若隆景 渥) — promovido en julio de 2025 (rango previo: komusubi).

| Daieishō Hayato 大栄翔 勇人 | Kirishima Tetsuo 霧島 鐵力 | Wakatakakage Atsushi 若隆景 渥 |
| --------------------------- | -------------------------- | ------------------------------ |
| {{{descripción}}}           | {{{descripción}}}          | {{{descripción}}}              |

### Luchadores con mayor aparición en elsekiwakeen la historia del sumo
|   | Nombre      | Total | Primera            | Última             | Rango más alto |
| - | ----------- | ----- | ------------------ | ------------------ | -------------- |
| 1 | Tamagaki    | 25    | Octubre de 1797    | Noviembre de 1811  | Ōzeki          |
| 2 | Kotomitsuki | 22    | Enero de 2001      | Julio de 2007      | Ōzeki          |
| 3 | Hasegawa    | 21    | Enero de 1969      | Enero de 1974      | Sekiwake       |
| 3 | Kaiō        | 21    | Enero de 1995      | Julio de 2000      | Ōzeki          |
| 3 | Kotonishiki | 21    | Noviembre de 1990  | Enero de 1997      | Sekiwake       |
| 6 | Musōyama    | 20    | Marzo de 1994      | Marzo de 2000      | Ōzeki          |
| 7 | Mitakeumi   | 19    | Noviembre de 2016  | Noviembre de 2022  | Ōzeki          |
| 8 | Tochiazuma  | 17    | Septiembre de 1997 | Noviembre de 2001  | Ōzeki          |
| 8 | Wakanosato  | 17    | Enero de 2001      | Septiembre de 2005 | Sekiwake       |
| 9 | Nayoroiwa   | 15    | Mayo de 1938       | Marzo de 1953      | Ōzeki          |
| 9 | Takatōriki  | 15    | Julio de 1991      | Noviembre de 1998  | Sekiwake       |
| 9 | Gōeidō      | 15    | Mayo de 2009       | Julio de 2014      | Ōzeki          |

Los nombres en negrita indican a un luchador activo.

## Komusubi
El komusubi (小結) es el cuarto rango más alto dentro del makuuchi y el más bajo del san'yaku. El término significa literalmente "el pequeño nudo", haciendo referencia al emparejamiento entre dos luchadores.
Alcanzar un kachi-koshi (8–7 o más) mientras se ostenta el rango de komusubi, no es un registro suficiente para garantizar la promoción un rango más alto. La promoción al siguiente rango, sekiwake, depende de si hay un espacio disponible dentro de la clasificación, lo cual es muy común, o de si se ha obtenido al menos 11 combates ganados en el torneo previo si no hay un espacio disponible en el sekiwake. Este requisito general pudo verse durante la promoción de Tochiōzan a un tercer espacio del sekiwake en marzo de 2014 cuando este obtuvo 11 combates ganados cuando los otros dos sekiwake solo tenían registros de victorias, mientras que Tochinoshin no fue promovido habiendo alcanzado 10 victorias en una situación similar en noviembre de 2015.
Para varios propósitos, los rangos de sekiwake y komusubi son tratados como los rangos menores del san'yaku, en oposición al ōzeki y el yokozuna donde existen criterios de promoción muy estrictos. Los registros de torneos de los luchadores de menor rango del san'yaku a menudo son referidos en las publicaciones de sumo ya que estos dos rangos son difíciles de mantener.
Para los luchadores que alcanzan este rango, los beneficios constan de un aumento salarial significativo y también la oportunidad de estar al lado del presidente de la Asociación Japonesa de Sumo durante sus discursos al inicio y cierre de los torneos oficiales realizados seis veces al año. Estos también puede ser convocados a representar a todos los luchadores en nombre de la asociación durante otros eventos, especialmente si no hay muchos ōzeki y yokozuna. Si este es el rango más alto que el luchador ha alcanzado durante su carrera, incluso si lo mantuvo durante un solo torneo, entonces este será referido siempre como "ex komusubi (nombre de ring)" después de su retiro, indicando que tuvo una carrera exitosa en el sumo.
En todo momento, deben haber como mínimo dos luchadores clasificados en el komusubi. Si las circunstancias lo requieren, el rango puede ser rellenado con hasta tres o cuatro luchadores, por ejemplo cuando ambos komusubi han obtenido registros de victorias y un maegashira de alto rango también lo logra, por lo que su promoción no puede ser negada. Sin embargo, esto es relativamente raro. El requerimiento mínimo de dos significa que con un cierta cantidad de suerte, dos luchadores pueden ser promovidos a este rango ocasionalmente, pero solo si el rendimiento de los demás luchadores no arroja candidatos aparentes para ocupar el rango.
El komusubi es considerado como un rango difícil de mantener dado que los luchadores quienes lo ostentan tienen más probabilidades de enfrentarse a todos los ōzeki y yokozuna en la primera semana de un torneo, con los yokozuna siendo normalmente programados para el primer día. Durante la segunda semana del torneo, los komusubi se enfrentan mayormente a los maegashira, no obstante, ya para este punto los nuevos luchadores en el rango se hayan tan desmoralizados que no pueden seguir ganando los siguientes combates. Algunos luchadores que hacen su debut en el komusubi logran obtener un kachi-koshi o registro de victorias en el siguiente torneo.
Antes de la Segunda Guerra Mundial, cuando se realizaban pocos torneos al año y se ponía más presión en el rendimiento de los luchadores durante cada evento, hubo varias instancias en donde los komusubi avanzaban inmediatamente al ōzeki tras casi haber ganado un torneo, sin embargo, no se han presentado mas casos desde entonces. 
Komusubi activos
- Ōshōma Degi (欧勝馬 出気) — promovido en julio de 2025 (rango previo: maegashira #6).
- Takayasu Akira (髙安 晃) — promovido en mayo de 2025 (rango previo: maegashira #4).

| Takayasu Akira 髙安 晃 | Ōshōma Degi 欧勝馬 出気 |
| ---------------------- | ----------------------- |
| {{{descripción}}}      | {{{descripción}}}       |

### Luchadores con mayor aparición en elkomusubien la historia del sumo
|    | Nombre      | Total | Primera            | Última             | Rango más alto |
| -- | ----------- | ----- | ------------------ | ------------------ | -------------- |
| 1  | Miyagino    | 23    | Octubre de 1818    | Enero de 1834      | Sekiwake       |
| 2  | Takamiyama  | 19    | Noviembre de 1969  | Enero de 1979      | Sekiwake       |
| 3  | Akinoshima  | 15    | Noviembre de 1988  | Septiembre de 2000 | Sekiwake       |
| 4  | Dewanishiki | 14    | Mayo de 1950       | Mayo de 1962       | Sekiwake       |
| 4  | Tochiōzan   | 14    | Mayo de 2009       | Septiembre de 2017 | Sekiwake       |
| 6  | Amatsukaze  | 13    | Marzo de 1765      | Marzo de 1778      | Sekiwake       |
| 6  | Kotonishiki | 13    | Septiembre de 1990 | Enero de 1999      | Sekiwake       |
| 6  | Tosanoumi   | 13    | Enero de 1996      | Septiembre de 2003 | Sekiwake       |
| 6  | Wakabayama  | 13    | Enero de 1925      | Mayo de 1933       | Sekiwake       |
| 10 | Dewanohana  | 12    | Noviembre de 1979  | Septiembre de 1987 | Sekiwake       |
| 10 | Kisenosato  | 12    | Julio de 2006      | Septiembre de 2010 | Yokozuna       |
| 10 | Ōmatoi      | 12    | Abril de 1869      | Enero de 1877      | Sekiwake       |

Los nombres en negrita indican a un luchador activo.

## Maegashira
El maegashira (前頭) es el quinto y último rango dentro del makuuchi y el más bajo en toda la división.
Todos los luchadores del makuuchi que no pertenezcan al san'yaku, estarán clasificados como maegashira en orden numérico descendente. En cada rango existen dos luchadores, el rango más alto entre los dos es designado como el "Este" y el de menor rango el "Oeste", por ende, el maegashira #1 Este es considerado como de mayor rango que el maegashira #1 Oeste, y así sucesivamente con los demás.
Desde 2004, la cantidad de luchadores en el makuuchi esta fijada en 42, no obstante, la cantidad de luchadores en el san'yaku sigue siendo variable. Por ende, la cantidad de rangos dentro del maegashira también es variable, manteniendo un estimado de entre 15 a 17 rangos (esto deja una división de aproximadamente 10 luchadores en el san'yaku y 32 luchadores en el maegashira). 
El movimiento dentro de los rangos del maegashira puede ser poco o extremo, dependiendo del rendimiento que el luchador haya alcanzado en los torneos previos. Por ejemplo, un maegashira #2 que haya obtenido un registro de 8–7, puede ser promovido por tan solo un rango, alcanzado el maegashira #1 para el siguiente torneo. En cambio, un maegashira #14 que haya ganado un campeonato de división puede ser promovido a un rango muy alto como el komusubi. Esto efectivamente ocurrió en marzo de 2000 cuando Takatōriki del establo Futagoyama ganó el campeonato con un registro de 13–2.
Los maegashira clasificados en la quinta posición o más abajo tienen más probabilidades de combatir entre ellos mismos (a menos que sus registros de combates sean muy buenos y por ende sean emparejados con luchadores de mucho más rango), mientras que aquellos clasificados en la cuarta posición o más arriba tienen más posibilidades de combatir con los luchadores del san'yaku, incluyendo al ōzeki y al yokozuna. Los luchadores clasificados en el maegashira #1 y #2 usualmente se enfrentarán a todos los luchadores del san'yaku (exceptuando a aquellos quienes pertenezcan a un mismo establo, los cuales tienen prohibido enfrentarse), provocando que estos rangos sean muy difíciles de mantener. Si un maegashira de menor rango obtiene un registro de combates que lo ponga en una posición como contendiente a ganar el campeonato, este por lo general será emparejado para combatir con luchadores de mucho más rango casi al final del torneo; por ejemplo, en enero de 2020, el maegashira #17 Tokushōryū, estuvo en la contienda por el título tras haberse enfrentado a puros luchadores de la mitad inferior del banzuke, siendo luego emparejado para combatir el rikishi de más alto rango en el torneo, el ōzeki Takakeisho. Al final, Tokushōryū pudo ganar el último combate, asegurando la victoria del campeonato.
Cuando un maegashira derrota a un yokozuna, la victoria resultante es denominada como un kinboshi o estrella dorada, permitiéndole al luchador recibir un bono monetario por el resto de su carrera. Los combates donde un maegashira consigue un kinboshi tras derrotar al yokozuna generalmente causan una gran emoción en el público expectante dentro de la arena, y es muy común que la audiencia lance los cojines de sus asientos al ring (o a los luchadores) tras el combate, aunque esta práctica esta técnicamente prohibida.

### Luchadores con mayor aparición en elmaegashirasin estatus desan'yaku
| Total | Nombre        | Primera            | Última             | Rango más alto |
| ----- | ------------- | ------------------ | ------------------ | -------------- |
| 53    | Higonoumi     | Marzo de 1993      | Noviembre de 2001  | Maegashira 1   |
| 52    | Asanowaka     | Marzo de 1994      | Mayo de 2004       | Maegashira 1   |
| 52    | Sadanoumi     | Mayo de 2014       | Mayo de 2024       | Maegashira 1   |
| 52    | Toyohibiki    | Julio de 2007      | Mayo de 2017       | Maegashira 2   |
| 51    | Kotoryū       | Julio de 1996      | Marzo de 2005      | Maegashira 1   |
| 50    | Tokitsuumi    | Septiembre de 1998 | Septiembre de 2007 | Maegashira 3   |
| 49    | Kitakachidoki | Enero de 1989      | Mayo de 1998       | Maegashira 1   |
| 46    | Minatofuji    | Julio de 1993      | Julio de 2001      | Maegashira 2   |
| 44    | Narutoumi     | Octubre de 1949    | Noviembre de 1960  | Maegashira 1   |
| 43    | Daiyū         | Mayo de 1963       | Septiembre de 1972 | Maegashira 1   |
| 43    | Hirosegawa    | Enero de 1943      | Mayo de 1958       | Maegashira 3   |

Los nombres en negrita indican a un luchador activo.